# Jabiroe
De jabiroe of reuzenooievaar (Jabiru mycteria) is de enige soort in zijn geslacht. De naam komt uit een Tupi–Guaraní taal en betekent "gezwollen nek".

## Kenmerken

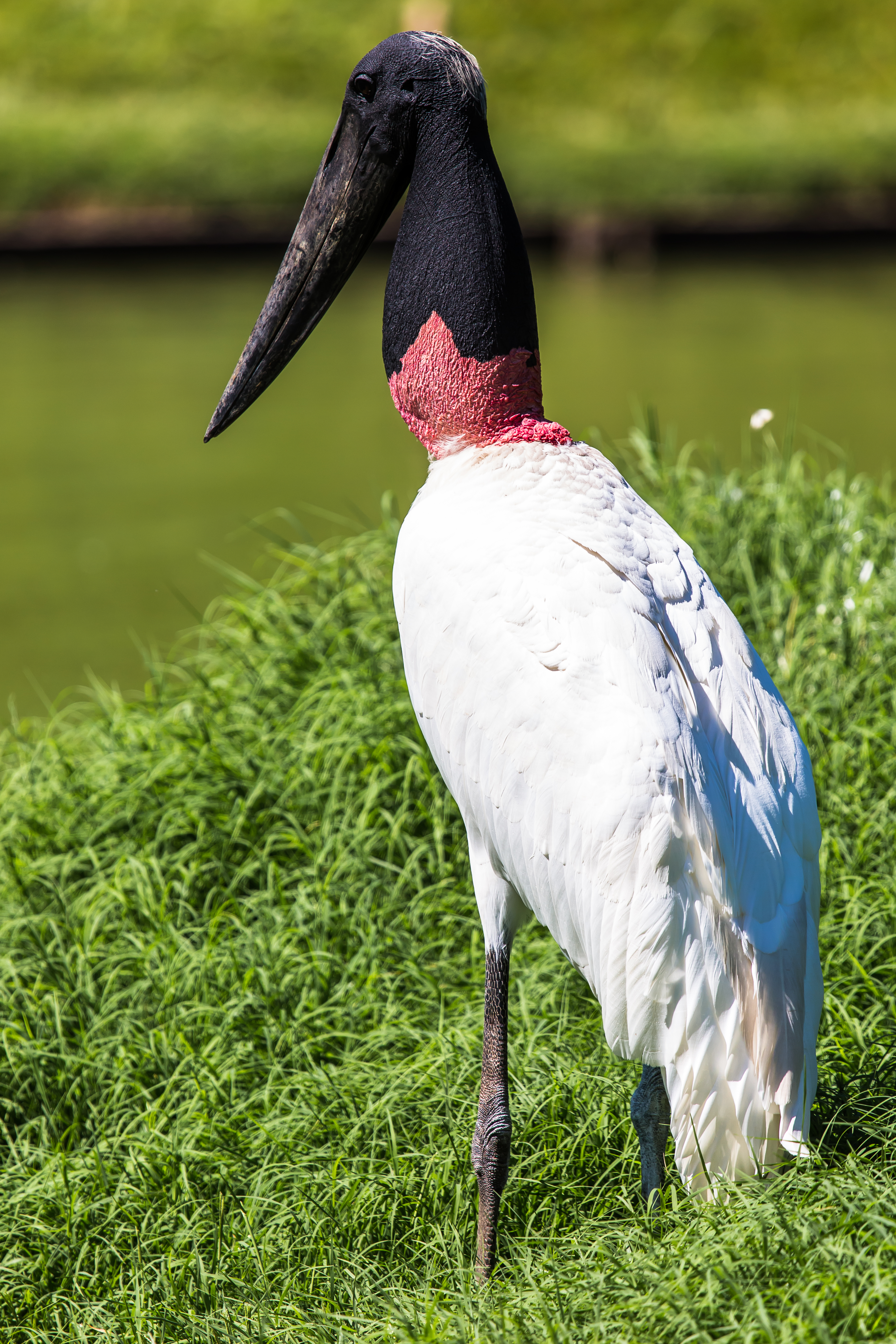
Jabiroe in Itatiba, Brazilië

Met zijn grootte van ongeveer 1,5 meter is hij staand de grootste vogel van de Nieuwe Wereld. De volwassen jabiroe is 120–140 cm lang, 2.3–2.8 m  over de vleugels, en kan 4.3–9 kg wegen. De snavel is zwart en breed, lichtjes naar boven gebogen, eindigend in een scherpe punt. Het verenkleed is meestal wit, maar hoofd en nek zijn zwart, met een rood rekbaar zakje aan de basis.

## Leefwijze
Hij voedt zich met weekdieren, reptielen, kleine zoogdieren en vis. Deze dieren komen veelvuldig af op prairiebranden om opgejaagde dieren te verschalken.

## Voortplanting

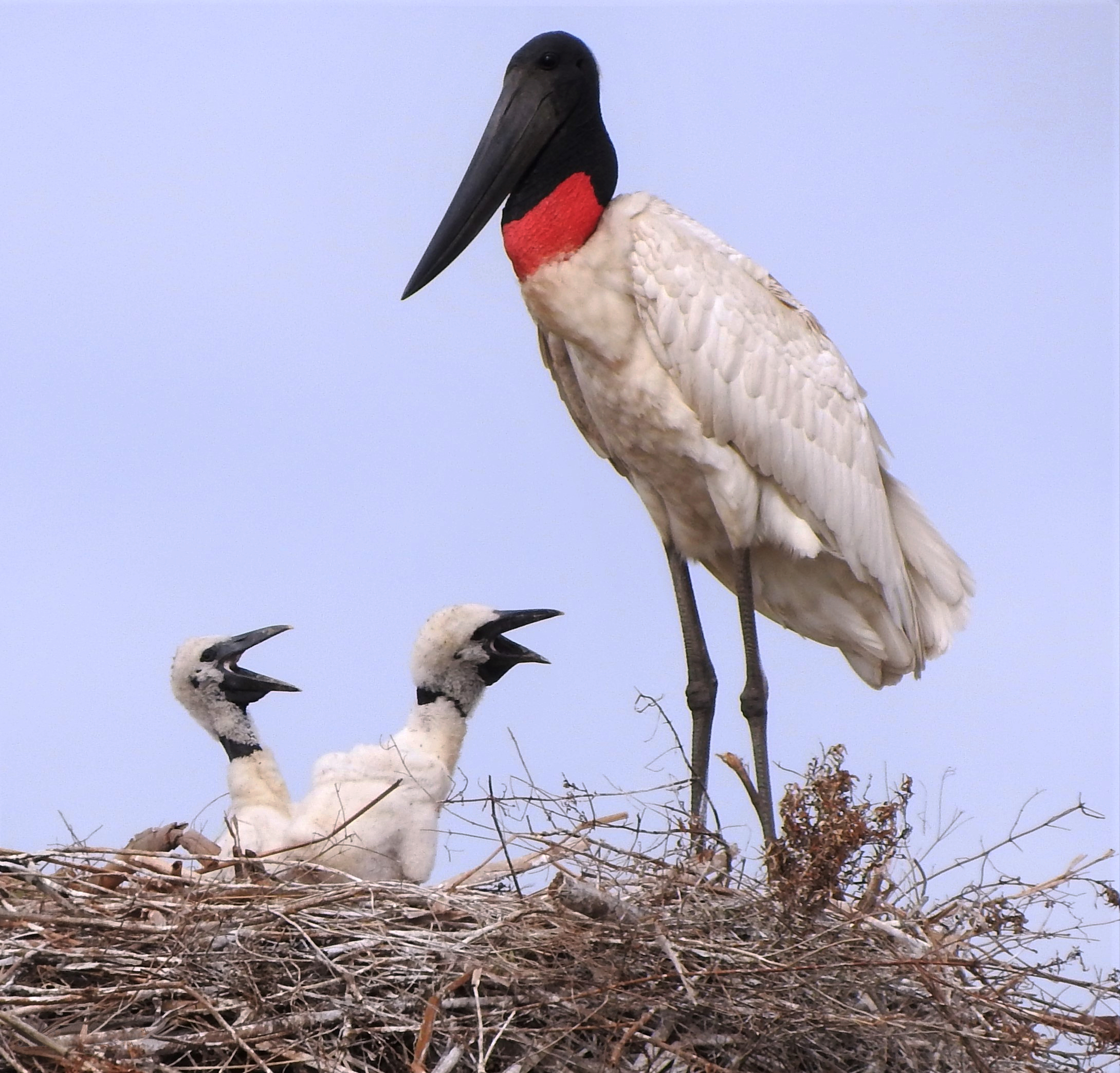
Jabiroe met jongen

Het nest wordt gebouwd in een hoge boom, door zowel het mannetje als het vrouwtje. Het nest wordt meerdere jaren gebruikt en elk jaar wat uitgebreid. Succesvolle nesten kunnen wel drie meter in doorsnee zijn. De locatie van het nest is vaak in de buurt van soortgenoten, maar wordt ook aangetroffen in de nabijheid van andere soorten. In het nest worden 2 tot 5 eieren gelegd. De eieren worden door beide geslachten bebroed. Na ongeveer 30 dagen kruipen de jongen uit het ei.

## Verspreiding en leefgebied
Zijn leefgebied strekt zich uit van Mexico tot noordelijk Argentinië, waar hij in de omgeving van moerassen en rivieren leeft.

## Status
De grootte van de populatie is in 2019 geschat op 20-85 duizend volwassen vogels. Op de Rode lijst van de IUCN heeft deze soort de status niet bedreigd.

## Afbeeldingen

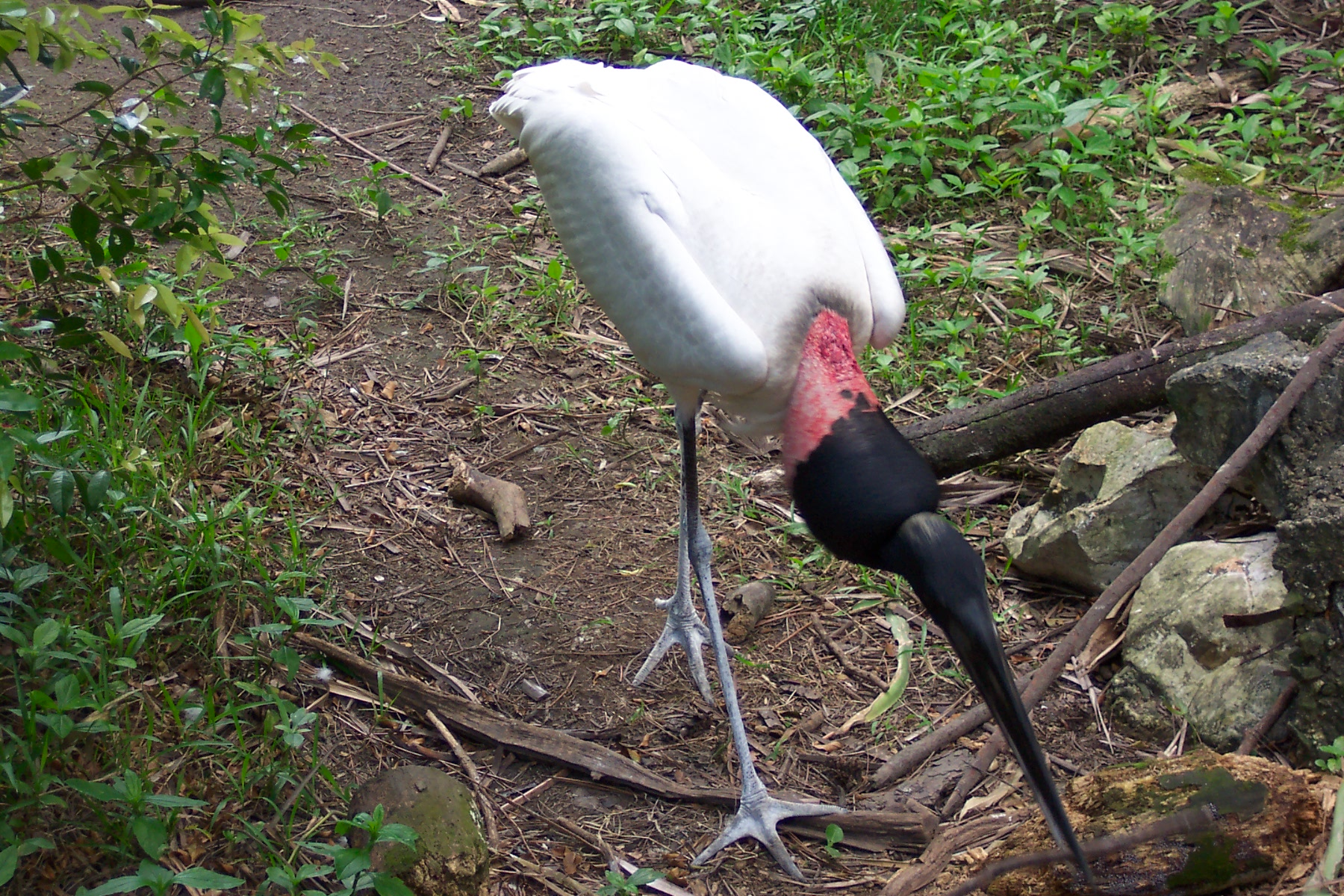
Jabiroe in een dierentuin in Belize
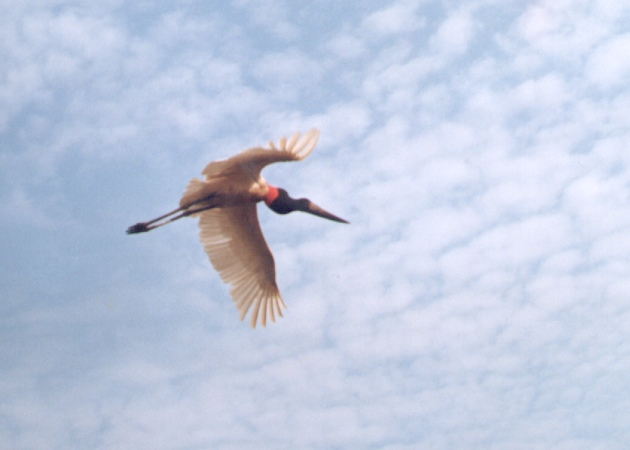
Vliegende jabiroe
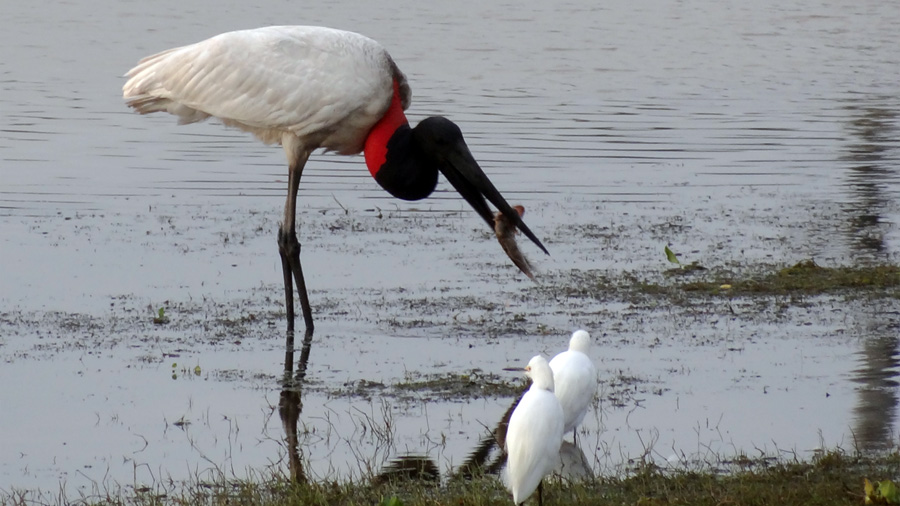
Jabiroe vangt een vis